# Khalid Skah
Khalid Skah (arabisch خالد سكاح; * 29. Januar 1967 in Midelt) ist ein ehemaliger marokkanischer Langstreckenläufer.

## Biografie
Seine ersten großen Erfolge feierte er bei den Crosslauf-Weltmeisterschaften, bei denen er 1990 und 1991 gewann. In den darauffolgenden vier Jahren landete er bei den Crosslauf-Weltmeisterschaften stets zwischen Platz vier und sieben. Seine ersten großen Meisterschaften auf der Bahn waren die Weltmeisterschaften 1991 in Tokio. Dort gewann er im 10.000-Meter-Lauf die Bronzemedaille und wurde Sechster über 5000 Meter.
Bei den Olympischen Spielen 1992 in Barcelona lieferte sich Skah im 10.000-Meter-Rennen ein Duell mit dem Kenianer Richard Chelimo. Als beide den Marokkaner Hammou Boutayeb überrundeten, behinderte dieser den Kenianer und Skah konnte das Rennen für sich entscheiden. Nach dem Rennen wurde Skah beschuldigt, unerlaubterweise von dieser Behinderung profitiert zu haben und wurde disqualifiziert. Später jedoch wurde dieser Entscheid nach einem Protest des marokkanischen Verbandes aufgehoben. Das spanische Publikum quittierte diese vermeintlich absichtliche Behinderung, in dem es während der marokkanischen Hymne bei der Siegerehrung ein gellendes Pfeifkonzert produzierte.
Bei den Weltmeisterschaften 1993 in Stuttgart wurde Skah Fünfter über 5000 Meter. In der gleichen Saison stellte er seine einzige Weltbestzeit auf und lief am 31. Juli in Hechtel 2 Meilen in 8:12,17 min; im Herbst siegte er dann beim Zevenheuvelenloop über 15 km in 43:35 min. 1994 gewann er bei den Halbmarathon-Weltmeisterschaften, und 1995 wurde er Vizeweltmeister über 10.000 Meter.
Kurz danach, am 18. September 1995, erhielt Skah die Staatsbürgerschaft Norwegens, dem Land seiner Ehefrau, wo er seit Jahren gelebt und trainiert hatte, startete jedoch weiterhin für Marokko. Weitere große Auftritte auf der Bahn hatte Skah bei den Olympischen Spielen 1996 in Atlanta, wo er Siebter über 10.000 Meter wurde, und bei den Weltmeisterschaften 1999 in Sevilla, wo er über dieselbe Distanz Zehnter wurde.
Zum Karriereende hin wendete er sich dem Straßenlauf zu. 1998 wurde er Dritter bei den Halbmarathon-Weltmeisterschaften in seiner persönlichen Bestzeit von 1:00:24 h, 2001 siegte er beim Great South Run über 10 Meilen in 46:17 min, und 2003 nahm er am Marathon der Weltmeisterschaften in Paris/Saint-Denis teil, bei dem er den 38. Platz belegte. 
Bei einer Größe von 1,70 m hatte er ein Wettkampfgewicht von 58 kg.

## Bestzeiten
- 1500 m: 3:38,10 min, 2. Juli 1992, Stockholm
- 3000 m: 7:36,76 min, 21. August 1994, Köln
- 5000 m: 13:00,54 min, 8. Juli 1994, Villeneuve-d’Ascq
- 10.000 m: 27:14,53 min, 8. August 1995, Göteborg
- Halbmarathon: 1:00:24 h, 27. September 1998, Uster
- Marathon: 2:16:34 h, 30. August 2003, Paris/Saint-Denis